# Seonjeongneung (metropolitana di Seul)
La stazione di Seonjeongneung (선정릉역 - 宣靖陵驛, Seonjeongneung-nyeok ) è una stazione ferroviaria situata nel quartiere di Gangnam-gu della città di Seul, in Corea del Sud, servita dalla linea Bundang, ferrovia suburbana della Korail, e a partire dalla fine del 2014 anche dalla linea 9, al momento in costruzione.

## Storia
La stazione venne inaugurata con l'estensione della linea Bundang nel dicembre 2012. Vide una seconda inaugurazione il 28 marzo 2015, con l'arrivo della linea 9 della metropolitana.

## Struttura
La stazione di Seonjeongneung è realizzata in sotterraneo, ed è costituita da due marciapiedi laterali con due binari passanti, protetti da porte di banchina di sicurezza, per ciascuna delle due linee.
Linea Bundang
| 1 | ■ Linea Bundang | per Seolleung, Suseo, Jeongja, Jukjeon, Giheung e Suwon |
| 2 | ■ Linea Bundang | per Gangnam-gucheong e Wangsimni                        |

Linea 9
| Direzione Gaehwa         | ● Linea 9 | per Sinnonhyeon, Autostazione Extraurbana, Yeouido, Gimpo Aeroporto e Gaehwa |
| Direzione Sports Complex | ● Linea 9 | per Bongeunsa e Sports Complex                                               |

## Galleria d'immagini

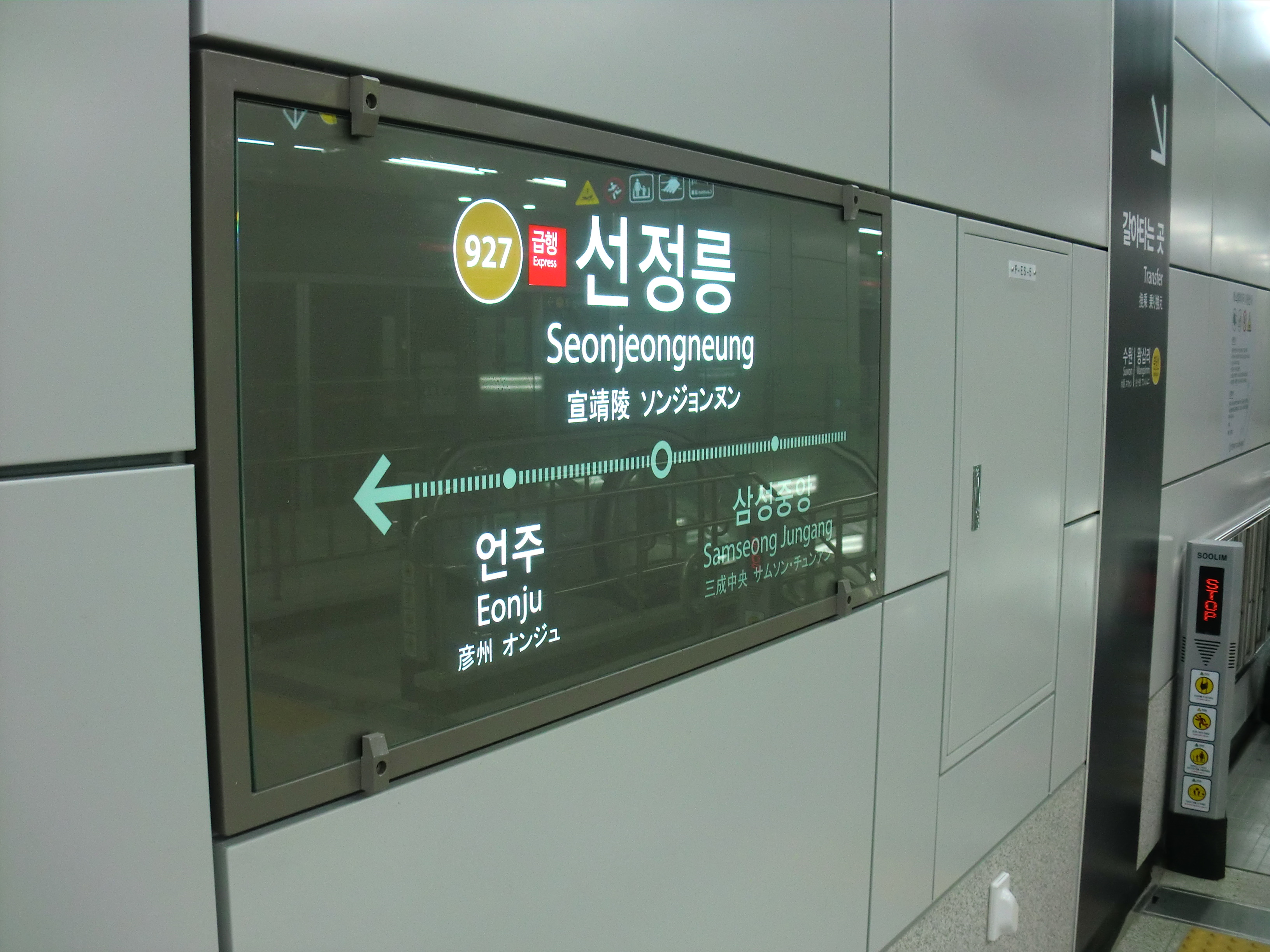
Vista della targa di stazione
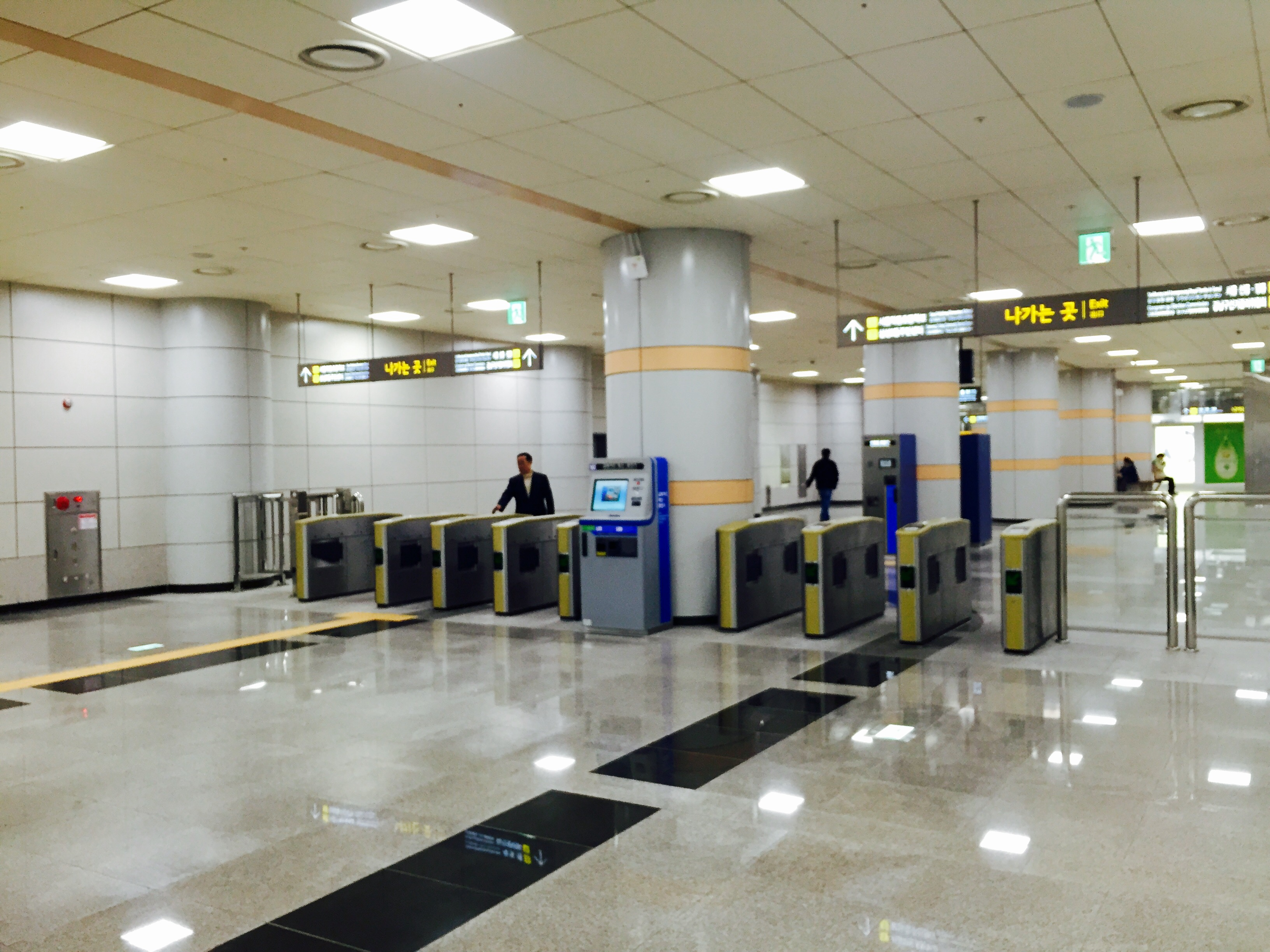
Varchi d'accesso alla linea Bundang
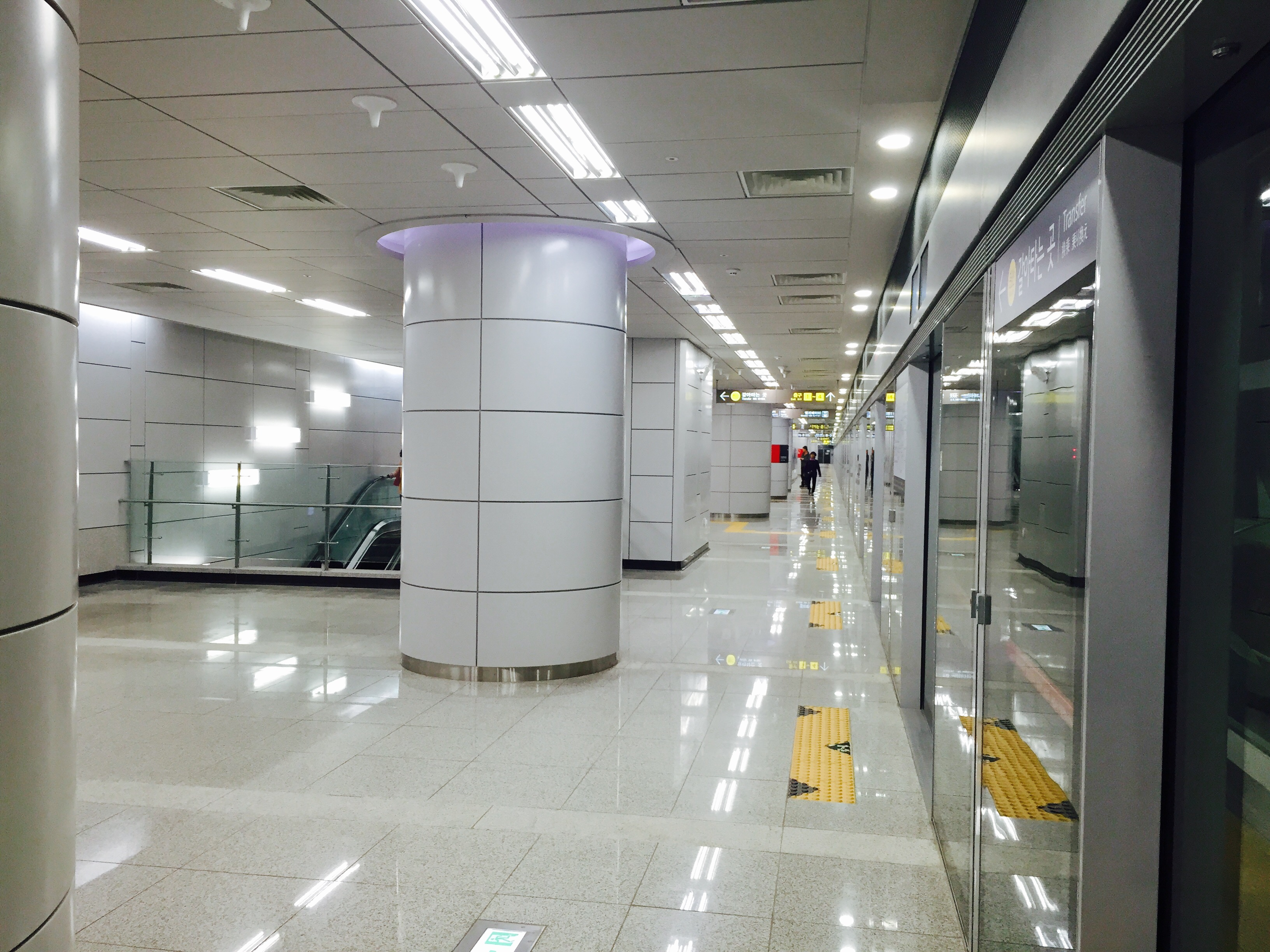
Binari in direzione Sports Complex

## Stazioni adiacenti
| «                | Servizio        | »                |
| Linea Bundang    | Linea Bundang   | Linea Bundang    |
| ---------------- | --------------- | ---------------- |
| Gangnam-gucheong | Locale Espresso | Seolleung        |
| Linea 9          |                 |                  |
| Eonju            | Locale (일반)   | Samseong-Jungang |
| Sinnonhyeon      | Espresso (급행) | Bongeunsa        |